# La Liga 2023/2024
La Liga 2023/24, z důvodů sponzorství známá také jako LALIGA EA SPORTS, byla 93. sezónou nejvyšší španělské fotbalové soutěže. Začala 11. srpna 2023 a skončila 26. května 2024.
FC Barcelona je obhájcem titulu, když v předchozí sezóně vyhrála svůj 27. titul.

## Týmy
V lize se utká celkem dvacet týmů, včetně sedmnácti týmů ze sezóny 2022/2023 a tří týmů postoupivších ze Segunda División 2022/2023, jimiž jsou dva nejlepší týmy a vítěz postupové baráže.

### Sestoupivší týmy
Prvním týmem, který sestoupil z La Ligy, byl Elche CF, po prohře s UD Almería 2. května 2023, čímž skončilo jejich tříleté působení v nejvyšší soutěži. Druhým týmem, který sestoupil, byl RCD Espanyol po remíze 2:2 proti Valencia CF 28. května 2023, čímž skončil jejich dvouletý pobyt v nejvyšší soutěži. Posledním týmem, který sestoupil, byl Real Valladolid po remíze 0:0 proti Getafe CF 4. června 2023, čímž skončil jejich roční pobyt v nejvyšší soutěži.

### Postoupivší týmy
První dva týmy, které si zajistily postup ze Segunda División, byly Granada CF a UD Las Palmas, které si první, resp. druhou příčku zajistily postup. Granada se vrátila po roční absenci, zatímco Las Palmas po pětileté. Posledním postupujícím týmem byl Deportivo Alavés, a to po výhře v baráži nad Levante UD, vrátil se po jednom roce.
| Postupující z Segunda División 2022/23          | Sestupující z La Liga 2022/23               |
| ----------------------------------------------- | ------------------------------------------- |
| - Granada CF - UD Las Palmas - Deportivo Alavés | - Real Valladolid - RCD Espanyol - Elche CF |

## Stadiony a lokace
| Tým              | Město           | Stadion                       | Kapacita |
| ---------------- | --------------- | ----------------------------- | -------- |
| Deportivo Alavés | Vitoria-Gasteiz | Mendizorrotza                 | 19 840   |
| UD Almería       | Almería         | Power Horse Stadium           | 15 000   |
| Athletic Bilbao  | Bilbao          | San Mamés                     | 53 289   |
| Atlético Madrid  | Madrid          | Metropolitano Stadium         | 70 000   |
| FC Barcelona     | Barcelona       | Estadi Olímpic Lluís Companys | 49 472   |
| Cádiz CF         | Cádiz           | Nuevo Mirandilla              | 20 724   |
| Celta de Vigo    | Vigo            | Abanca-Balaídos               | 29 000   |
| Getafe CF        | Getafe          | Coliseum Alfonso Pérez        | 16 500   |
| Girona FC        | Girona          | Montilivi                     | 13 400   |
| Granada CF       | Granada         | Nuevo Los Cármenes            | 15 224   |
| UD Las Palmas    | Las Palmas      | Gran Canaria                  | 32 400   |
| RCD Mallorca     | Palma           | Son Moix                      | 23 142   |
| CA Osasuna       | Pamplona        | El Sadar                      | 23 576   |
| Rayo Vallecano   | Madrid          | Vallecas                      | 14 505   |
| Real Betis       | Sevilla         | Benito Villamarín             | 60 721   |
| Real Madrid      | Madrid          | Estadio Santiago Bernabéu     | 81 044   |
| Real Sociedad    | San Sebastián   | Reale Arena                   | 39 500   |
| Sevilla FC       | Sevilla         | Ramón Sánchez Pizjuán         | 43 858   |
| Valencia CF      | Valencie        | Mestalla                      | 49 430   |
| Villarreal CF    | Villarreal      | Estadio de la Cerámica        | 23 000   |

## Trenéři, kapitáni a sponzoři
| Tým             | Trenér                | Kapitán          | Výrobce dresů | Hlavní sponzor         | Ostatní sponzoři                                             |
| --------------- | --------------------- | ---------------- | ------------- | ---------------------- | ------------------------------------------------------------ |
| Alavés          | Luis García Plaza     | Rubén Duarte     | Puma          | LEA, Araba-Álava       | Digi, OK Mobility, Hoteles Silken, Integra Energía           |
| Almería         | Pepe Mel              | Fernando         | Castore       | Khaled Juffali Company | Ajlan & Brothers, Power Horse, Durrat Al Arous, Kudu         |
| Athletic Bilbao | Ernesto Valverde      | Iker Muniain     | Castore       | Kutxabank              | Digi, B2BinPay                                               |
| Atlético Madrid | Diego Simeone         | Koke             | Nike          | Riyadh Air             | Ria Money Transfer, Hyundai                                  |
| Barcelona       | Xavi                  | Sergi Roberto    | Nike          | Spotify                | UNHCR, Philips                                               |
| Cádiz           | Mauricio Pellegrino   | José Mari        | Macron        | Digi                   | Hospitales Pascual, Wehumans                                 |
| Celta Vigo      | Claudio Giráldez      | Iago Aspas       | Adidas        | Estrella Galicia 0,0   | Abanca, Recalvi                                              |
| Getafe          | José Bordalás         | Djené            | Joma          | Tecnocasa              |                                                              |
| Girona          | Míchel                | Cristhian Stuani | Puma          | Gosbi                  | Costa Brava, Parlem                                          |
| Granada         | José Ramón Sandoval   | Víctor Díaz      | Adidas        |                        | Greening Group, Caja Rural Granada, Wiber                    |
| Las Palmas      | García Pimienta       | Kirian Rodríguez | Hummel        | Gran Canaria           | Disa, IOC, Kalise, Cordial Hotels, Volkswagen Canarias       |
| Mallorca        | Javier Aguirre        | Antonio Raíllo   | Nike          | αGEL                   | Alua, Juaneda, OK Mobility, Air Europa                       |
| Osasuna         | Jagoba Arrasate       | David García     | Adidas        | Kosner                 | HR Motor, Celer, Clínica Universidad de Navarra              |
| Rayo Vallecano  | Iñigo Pérez           | Óscar Trejo      | Umbro         | Digi                   |                                                              |
| Real Betis      | Manuel Pellegrini     | Nabil Fekir      | Hummel        | Finetwork              | Forever Green, Turismo de Sevilla, Reale Seguros, AUS Global |
| Real Madrid     | Carlo Ancelotti       | Nacho            | Adidas        | Emirates               |                                                              |
| Real Sociedad   | Imanol Alguacil       | Mikel Oyarzabal  | Macron        |                        | Kutxabank, Reale Seguros, Finetwork                          |
| Sevilla         | Quique Sánchez Flores | Jesús Navas      | Castore       |                        | Socios.com, JD Sports                                        |
| Valencia        | Rubén Baraja          | José Gayà        | Puma          | TM Real Estate Group   | Divina Seguros, Škoda                                        |
| Villarreal      | Marcelino             | Raúl Albiol      | Joma          | Pamesa Cerámica        |                                                              |

### Změny trenérů
| Tým            | Odcházející trenér   | Důvod odchodu          | Datum odchodu      | Pozice týmu v tabulce | Příchozí trenér             | Datum nástupu      |
| -------------- | -------------------- | ---------------------- | ------------------ | --------------------- | --------------------------- | ------------------ |
| Almería        | Rubi                 | Konec smlouvy          | 30. června 2023    | Před sezónou          | Vicente Moreno              | 17. června 2023    |
| Celta Vigo     | Carlos Carvalhal     | Konec smlouvy          | 30. června 2023    | Před sezónou          | Rafael Benítez              | 23. června 2023    |
| Rayo Vallecano | Andoni Iraola        | Konec smlouvy          | 30. června 2023    | Před sezónou          | Francisco                   | 28. června 2023    |
| Villarreal     | Quique Setién        | Vyhozen                | 5. září 2023       | 15.                   | Pacheta                     | 9. září 2023       |
| Almería        | Vicente Moreno       | Vyhozen                | 29. září 2023      | 20.                   | Alberto Lasarte (dočasně)   | 29. září 2023      |
| Sevilla        | José Luis Mendilibar | Vyhozen                | 8. října 2023      | 14.                   | Diego Alonso                | 10. října 2023     |
| Almería        | Alberto Lasarte      | Konec dočasné výpomoci | 8. října 2023      | 20.                   | Gaizka Garitano             | 8. října 2023      |
| Villarreal     | Pacheta              | Vyhozen                | 10. listopadu 2023 | 13.                   | Miguel Ángel Tena (dočasně) | 10. listopadu 2023 |
| Villarreal     | Miguel Ángel Tena    | Konec dočasné výpomoci | 13. listopadu 2023 | 14.                   | Marcelino                   | 13. listopadu 2023 |
| Granada        | Paco López           | Vyhozen                | 26. listopadu 2023 | 19.                   | Alexander Medina            | 27. listopadu 2023 |
| Sevilla        | Diego Alonso         | Vyhozen                | 16. prosince 2023  | 16.                   | Quique Sánchez Flores       | 18. prosince 2023  |
| Cádiz          | Sergio González      | Vyhozen                | 23. ledna 2024     | 18.                   | Mauricio Pellegrino         | 24. ledna 2024     |
| Rayo Vallecano | Francisco            | Vyhozen                | 13. února 2024     | 14.                   | Iñigo Pérez                 | 15. února 2024     |
| Celta Vigo     | Rafael Benítez       | Vyhozen                | 12. března 2024    | 17.                   | Claudio Giráldez            | 12. března 2024    |
| Almería        | Gaizka Garitano      | Vyhozen                | 13. března 2024    | 20.                   | Pepe Mel                    | 13. března 2024    |
| Granada        | Alexander Medina     | Vyhozen                | 19. března 2024    | 19.                   | José Ramón Sandoval         | 19. března 2024    |

## Tabulka
| Poř. | Tým             | Z  | V  | R  | P  | VG | OG | B  |
| ---- | --------------- | -- | -- | -- | -- | -- | -- | -- |
| 1.   | Real Madrid     | 38 | 29 | 8  | 1  | 87 | 26 | 95 |
| 2.   | Barcelona       | 38 | 28 | 7  | 3  | 79 | 44 | 91 |
| 3.   | Girona          | 38 | 25 | 6  | 7  | 85 | 46 | 81 |
| 4.   | Atlético Madrid | 38 | 24 | 4  | 10 | 70 | 43 | 76 |
| 5.   | Athletic Bilbao | 38 | 19 | 11 | 8  | 61 | 37 | 68 |
| 6.   | Real Sociedad   | 38 | 16 | 12 | 10 | 51 | 39 | 60 |
| 7.   | Real Betis      | 38 | 14 | 15 | 9  | 48 | 45 | 57 |
| 8.   | Villarreal      | 38 | 14 | 11 | 13 | 65 | 65 | 53 |
| 9.   | Valencia        | 38 | 13 | 10 | 15 | 40 | 45 | 49 |
| 10.  | Alavés          | 38 | 12 | 10 | 16 | 36 | 46 | 46 |
| 11.  | Osasuna         | 38 | 12 | 9  | 17 | 45 | 56 | 45 |
| 12.  | Getafe          | 38 | 10 | 13 | 15 | 42 | 54 | 43 |
| 13.  | Celta Vigo      | 38 | 10 | 11 | 17 | 46 | 57 | 41 |
| 14.  | Sevilla         | 38 | 10 | 11 | 17 | 48 | 54 | 41 |
| 15.  | Mallorca        | 38 | 8  | 16 | 14 | 33 | 44 | 40 |
| 16.  | Las Palmas      | 38 | 10 | 10 | 18 | 33 | 47 | 40 |
| 17.  | Rayo Vallecano  | 38 | 8  | 14 | 16 | 29 | 48 | 38 |
| 18.  | Cádiz           | 38 | 6  | 15 | 17 | 26 | 55 | 33 |
| 19.  | Almería         | 38 | 3  | 12 | 23 | 43 | 75 | 21 |
| 20.  | Granada         | 38 | 4  | 9  | 25 | 38 | 79 | 21 |

|  | Přímý postup do Ligy mistrů                  |
|  | Přímý postup do Evropské ligy                |
|  | Postup do předkola Evropské konferenční ligy |
|  | Sestup do Segunda División                   |

## Výsledky
| Domácí \ Hosté  | ALA | ALM | ATH | ATM | BAR | CAD | CEL | GET | GIR | GRA | LPA | MLL | OSA | RAY | BET | RMA | RSO | SEV | VAL | VIL |
| Alavés          |     | 1–0 | 0–2 | 2–0 | 1–3 | 1–0 | 3–0 | 1–0 | 2–2 | 3–1 | 0–1 | 1–1 | 0–2 | 1–0 | 1–1 | 0–1 | 0–1 | 4–3 | 1–0 | 1–1 |
| Almería         | 0–3 |     | 0–0 | 2–2 | 0–2 | 6–1 | 2–3 | 1–3 | 0–0 | 3–3 | 1–2 | 0–0 | 0–3 | 0–2 | 0–0 | 1–3 | 1–3 | 2–2 | 2–2 | 1–2 |
| Athletic Bilbao | 2–0 | 3–0 |     | 2–0 | 0–0 | 3–0 | 4–3 | 2–2 | 3–2 | 1–1 | 1–0 | 4–0 | 2–2 | 4–0 | 4–2 | 0–2 | 2–1 | 2–0 | 2–2 | 1–1 |
| Atlético Madrid | 2–1 | 2–1 | 3–1 |     | 0–3 | 3–2 | 1–0 | 3–3 | 3–1 | 3–1 | 5–0 | 1–0 | 1–4 | 2–1 | 2–1 | 3–1 | 2–1 | 1–0 | 2–0 | 3–1 |
| Barcelona       | 2–1 | 3–2 | 1–0 | 1–0 |     | 2–0 | 3–2 | 4–0 | 2–4 | 3–3 | 1–0 | 1–0 | 1–0 | 3–0 | 5–0 | 1–2 | 2–0 | 1–0 | 4–2 | 3–5 |
| Cádiz           | 1–0 | 1–1 | 0–0 | 2–0 | 0–1 |     | 2–2 | 1–0 | 0–1 | 1–0 | 0–0 | 1–1 | 1–1 | 0–0 | 0–2 | 0–3 | 0–0 | 2–2 | 1–4 | 3–1 |
| Celta Vigo      | 1–1 | 1–0 | 2–1 | 0–3 | 1–2 | 1–1 |     | 2–2 | 0–1 | 1–0 | 4–1 | 0–1 | 0–2 | 0–0 | 2–1 | 0–1 | 0–1 | 1–1 | 2–2 | 3–2 |
| Getafe          | 1–0 | 2–1 | 0–2 | 0–3 | 0–0 | 1–0 | 3–2 |     | 1–0 | 2–0 | 3–3 | 1–2 | 3–2 | 0–2 | 1–1 | 0–2 | 1–1 | 0–1 | 1–0 | 0–0 |
| Girona          | 3–0 | 5–2 | 1–1 | 3–4 | 4–2 | 4–1 | 1–0 | 3–0 |     | 7–0 | 1–0 | 5–3 | 2–0 | 3–0 | 3–2 | 0–3 | 0–0 | 5–1 | 2–1 | 0–1 |
| Granada         | 2–0 | 1–1 | 1–1 | 0–1 | 2–2 | 2–0 | 1–2 | 1–1 | 2–4 |     | 1–1 | 3–2 | 3–0 | 0–2 | 1–1 | 0–4 | 2–3 | 0–3 | 0–1 | 2–3 |
| Las Palmas      | 1–1 | 0–1 | 0–2 | 2–1 | 1–2 | 1–1 | 2–1 | 2–0 | 0–2 | 1–0 |     | 1–1 | 1–1 | 0–1 | 2–2 | 1–2 | 0–0 | 0–2 | 2–0 | 3–0 |
| Mallorca        | 0–0 | 2–2 | 0–0 | 0–1 | 2–2 | 1–1 | 1–1 | 0–0 | 1–0 | 1–0 | 1–0 |     | 3–2 | 2–1 | 0–1 | 0–1 | 1–2 | 1–0 | 1–1 | 0–1 |
| Osasuna         | 1–0 | 1–0 | 0–2 | 0–2 | 1–2 | 2–0 | 0–3 | 3–2 | 2–4 | 2–0 | 1–1 | 1–1 |     | 1–0 | 0–2 | 2–4 | 1–1 | 0–0 | 0–1 | 1–1 |
| Rayo Vallecano  | 2–0 | 0–1 | 0–1 | 0–7 | 1–1 | 1–1 | 0–0 | 0–0 | 1–2 | 2–1 | 0–2 | 2–2 | 2–1 |     | 2–0 | 1–1 | 2–2 | 1–2 | 0–1 | 1–1 |
| Real Betis      | 0–0 | 3–2 | 3–1 | 0–0 | 2–4 | 1–1 | 2–1 | 1–1 | 1–1 | 1–0 | 1–0 | 2–0 | 2–1 | 1–0 |     | 1–1 | 0–2 | 1–1 | 3–0 | 2–3 |
| Real Madrid     | 5–0 | 3–2 | 2–0 | 1–1 | 3–2 | 3–0 | 4–0 | 2–1 | 4–0 | 2–0 | 2–0 | 1–0 | 4–0 | 0–0 | 0–0 |     | 2–1 | 1–0 | 5–1 | 4–1 |
| Real Sociedad   | 1–1 | 2–2 | 3–0 | 0–2 | 0–1 | 2–0 | 1–1 | 4–3 | 1–1 | 5–3 | 2–0 | 1–0 | 0–1 | 0–0 | 0–0 | 0–1 |     | 2–1 | 1–0 | 1–3 |
| Sevilla         | 2–3 | 5–1 | 0–2 | 1–0 | 1–2 | 0–1 | 1–2 | 0–3 |     | 3–0 | 1–0 | 2–1 | 1–1 | 2–2 | 1–1 | 1–1 | 3–2 |     | 1–2 | 1–1 |
| Valencia        | 0–1 | 2–1 | 1–0 | 3–0 | 1–1 | 2–0 | 0–0 | 1–0 | 1–3 | 1–0 | 1–0 | 0–0 | 1–2 | 0–0 | 1–2 | 2–2 | 0–1 | 0–0 |     | 3–1 |
| Villarreal      | 1–1 | 2–1 | 2–3 | 1–2 | 3–4 | 0–0 | 3–2 | 1–1 | 1–2 | 5–1 | 1–2 | 1–1 | 3–1 | 3–0 | 1–2 | 4–4 | 0–3 | 3–2 | 1–0 |     |

Zdroj: 

Vysvětlivky
1. ↑  Domácí tým je uveden v levém sloupci

Barvy: Modrá = výhra domácích; Žlutá = remíza; Červená = výhra hostů

## Statistiky

### Góly
| Poř. | Hráč               | Klub            | [ 53 ] |
| ---- | ------------------ | --------------- | ------ |
| 1.   | Artem Dovbyk       | Girona          | 24     |
| 2.   | Alexander Sørloth  | Villarreal      | 23     |
| 3.   | Jude Bellingham    | Real Madrid     | 19     |
| 3.   | Robert Lewandowski | Barcelona       | 19     |
| 5.   | Ante Budimir       | Osasuna         | 17     |
| 6.   | Júsuf En-Nesjrí    | Sevilla         | 16     |
| 6.   | Antoine Griezmann  | Atlético Madrid | 16     |
| 8.   | Vinícius Júnior    | Real Madrid     | 15     |
| 8.   | Borja Mayoral      | Getafe          | 15     |
| 8.   | Álvaro Morata      | Atlético Madrid | 15     |

### Asistence
| Poř. | Hráč               | Klub            | A  |
| ---- | ------------------ | --------------- | -- |
| 1.   | Álex Baena         | Villarreal      | 14 |
| 2.   | Nico Williams      | Athletic Bilbao | 11 |
| 3.   | Sávio              | Girona          | 10 |
| 3.   | Iago Aspas         | Celta Vigo      | 10 |
| 5.   | İlkay Gündoğan     | Barcelona       | 9  |
| 5.   | Raphinha           | Barcelona       | 9  |
| 7.   | Yan Couto          | Girona          | 8  |
| 7.   | Artem Dovbyk       | Girona          | 8  |
| 7.   | Toni Kroos         | Real Madrid     | 8  |
| 7.   | Robert Lewandowski | Barcelona       | 8  |

### Žluté karty
| Poř. | Hráč             | Klub          | [ 53 ] |
| ---- | ---------------- | ------------- | ------ |
| 1.   | Iván Alejo       | Cádiz         | 17     |
| 2.   | Robin Le Normand | Real Sociedad | 13     |
| 2.   | Rubén Alcaraz    | Cádiz         | 13     |
| 4.   | Djené            | Getafe        | 12     |
| 4.   | Fali             | Cádiz         | 12     |
| 4.   | Gerard Gumbau    | Granada       | 12     |
| 7.   | Lucas Robertone  | Almería       | 11     |
| 7.   | Igor Zubeldia    | Real Sociedad | 11     |
| 7.   | Álex Baena       | Villarreal    | 11     |

### Červené karty
| Poř. | Hráč        | Klub       | [ 53 ] |
| ---- | ----------- | ---------- | ------ |
| 1.   | Chimy Ávila | Real Betis | 3      |
| 2.   | 8 hráčů     | 8 hráčů    | 2      |